# Josef Malý (opat)
Josef Malý, O.Cist. byl v letech 1724–1748 opatem cisterciáckého kláštera na Velehradě.

## Život
Josef Malý pocházel z Vizovic, vstoupil do cisterciáckého řádu a po smrti opata Floriána Nezorina byl zvolen velehradským opatem. Pokračoval v barokizaci velehradského klášterního areálu, se kterou začali jeho předchůdci v opatském úřadě. Proslul svým negativním postojem k Němcům a k císařskému dvoru ve Vídni. Roku 1725 zahájil výstavbu nového farního kostela v Polešovicích. V Bolaticích zase nechal postavit barokní zámeček. Zemřel v roce 1748.